# Perverted Taste
Perverted Taste ist ein 1993 gegründetes deutsches Musiklabel aus Reichenbach im Vogtland. Es ist vor allem auf Black Metal und Death Metal in diversen Ausprägungen spezialisiert.
Mit Stand zum Jahresende 2019 sind bei der Online-Datenbank Discogs knapp über 144 Veröffentlichungen hinterlegt – die erste im Jahr 1993.

## Veröffentlichungen (Auswahl)
| Gruppe                             | Titel                                                       | Jahr | Kommentar                  |
| ---------------------------------- | ----------------------------------------------------------- | ---- | -------------------------- |
| Aaskereia                          | Mit Raben und Wölfen                                        | 2003 |                            |
| Andras                             | ... Of Old Wisdom                                           | 2005 |                            |
| Avulsed                            | Yearning for the Grotesque                                  | 2003 | LP                         |
| Belphegor                          | Obscure and Deep                                            | 1994 | Single                     |
| Bergthron                          | Faust für Faust                                             | 2004 | Doppel-LP                  |
| Bilskirnir                         | In Flames of Purification                                   | 2005 | Wiederveröffentlichung     |
| Carpathian Forest                  | We're Going to Hell for This - Over a Decade of Perversions | 2002 | Kompilation                |
| Cryptic Wintermoon / Lord Astaroth | Franconian Frost                                            | 1998 | 7"-Split-EP                |
| Endstille                          | Operation Wintersturm                                       | 2002 | LP                         |
| Ewiges Reich                       | Zeit des Erwachens                                          | 2002 |                            |
| Fleshgrind                         | Destined for Defilement                                     | 2003 | LP, Wiederveröffentlichung |
| Goddess of Desire                  | Conquerors Divine                                           | 2001 |                            |
| Helheim                            | Nidr Ok Nordr Liggr Helvegr                                 | 2004 | LP                         |
| Imperium Dekadenz                  | ...Und die Welt ward kalt und leer                          | 2006 |                            |
| Menhir                             | Ziuwari                                                     | 2006 | Wiederveröffentlichung     |
| Nachtmystium                       | Eulogy IV                                                   | 2004 | 12"-EP                     |
| Nagelfar                           | Virus West                                                  | 2004 | Doppel-LP                  |
| Purgatory                          | Psychopathia Sexualis                                       | 1994 | 7"-EP                      |
| Resurrected                        | Butchered in Excrement                                      | 2001 |                            |
| Taake                              | Helnorsk Svartmetall                                        | 2004 | Kompilation                |
| Vital Remains                      | Dechristianize                                              | 2003 | Doppel-LP                  |
| Winterblut                         | Asche Gottes                                                | 1995 | Musikkassette              |
| Xasthur                            | To Violate the Oblivious                                    | 2005 |                            |
| XIV Dark Centuries                 | Skithingi                                                   | 2006 |                            |